# Plan de las Palmas
Plan de las Palmas är en ort i Mexiko.   Den ligger i kommunen Indaparapeo och delstaten Michoacán de Ocampo, i den södra delen av landet, 200 km väster om huvudstaden Mexico City. Plan de las Palmas ligger 1 872 meter över havet och antalet invånare är 591.
Terrängen runt Plan de las Palmas är platt norrut, men söderut är den kuperad. Terrängen runt Plan de las Palmas sluttar norrut. Runt Plan de las Palmas är det ganska tätbefolkat, med 86 invånare per kvadratkilometer. Närmaste större samhälle är Indaparapeo, 4,9 km sydost om Plan de las Palmas. I omgivningarna runt Plan de las Palmas växer huvudsakligen savannskog.